# Retable de Carrières-sur-Seine
Le retable de l'église Saint-Jean-Baptiste à Carrières-sur-Seine, une commune du département des Yvelines dans la région Île-de-France en France, fut créé au XIIe siècle. Il fut découvert au XIXe siècle dans une des parois de l'édifice. C'est le plus ancien conservé en France.
Réalisé en pierre de liais probablement peinte en couleurs, il comporte trois parties, la Vierge en majesté, l’Annonciation et le Baptême du Christ par Saint Jean-Baptiste.
Il a été classé monuments historiques au titre d'objet en 1862. L'œuvre originale est exposée au Musée du Louvre, l'église de Carrières-sur-Seine possède une copie.

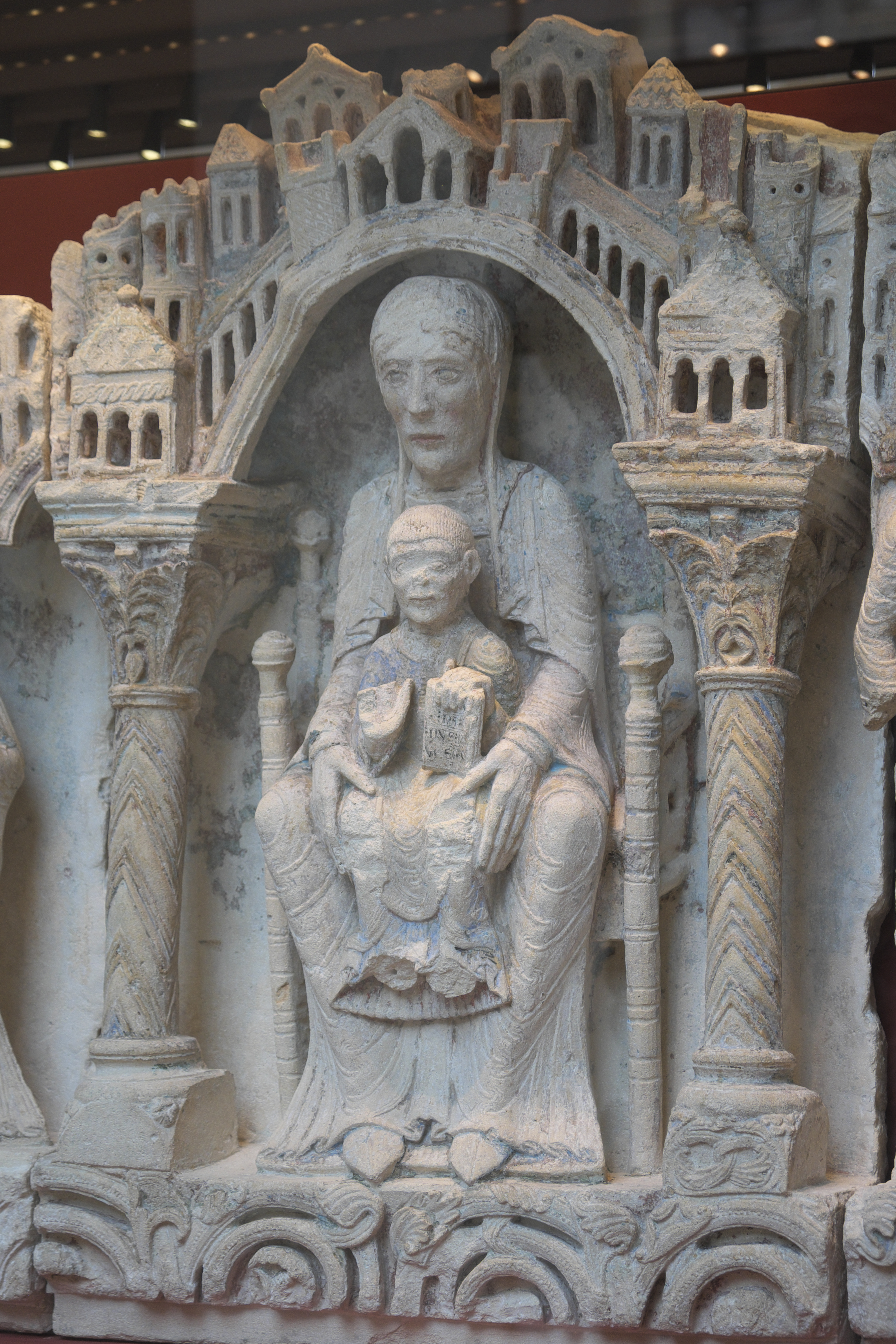
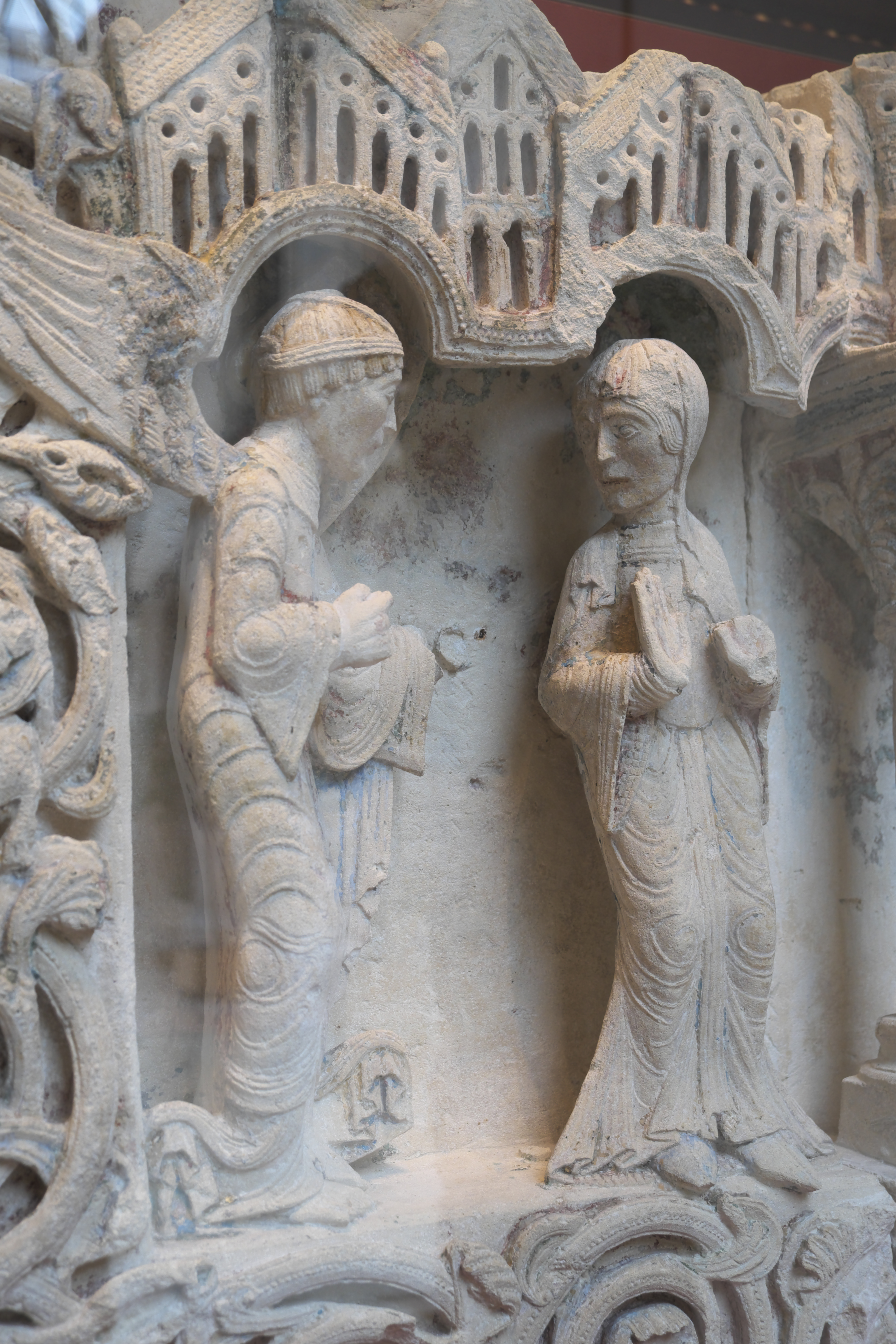
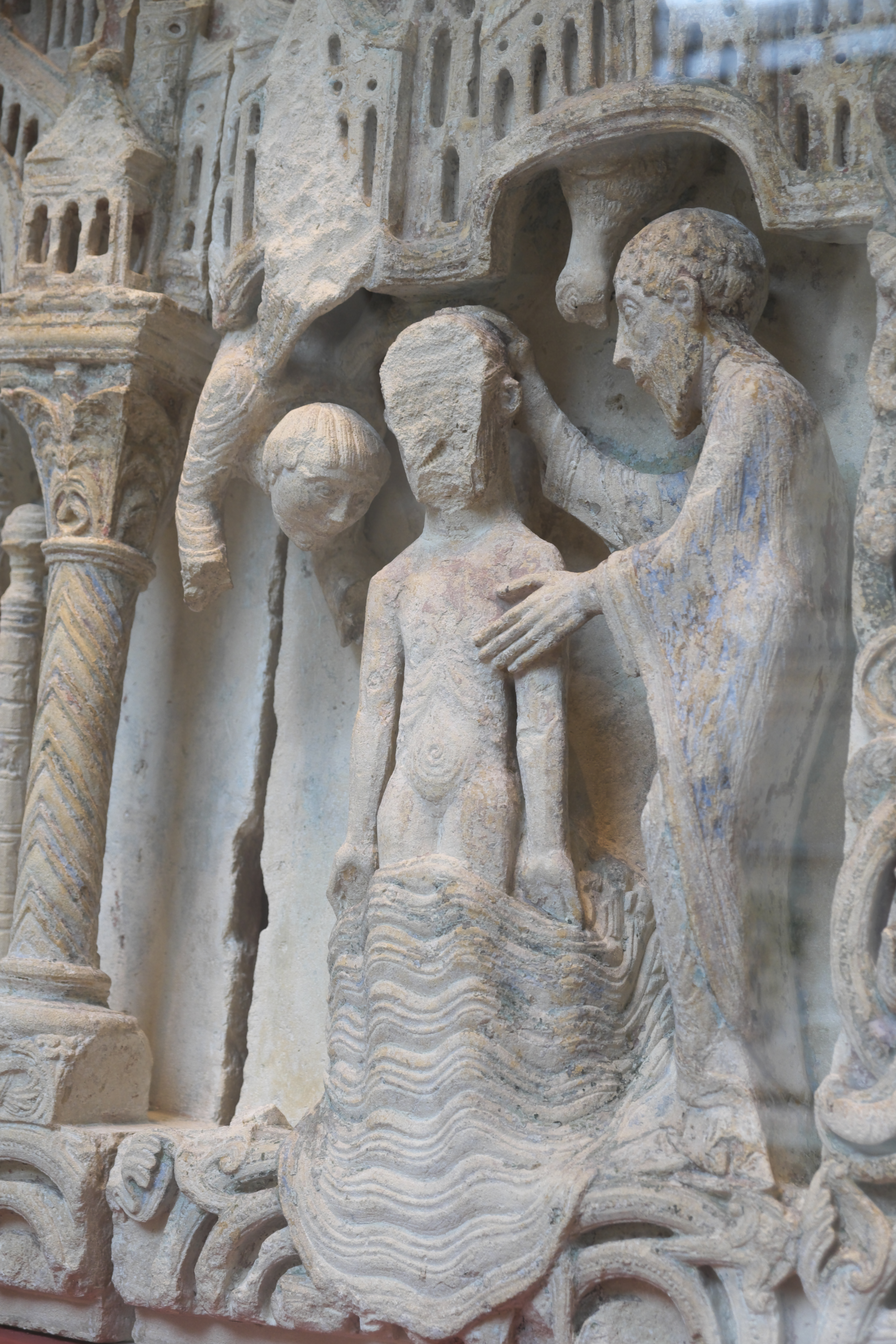
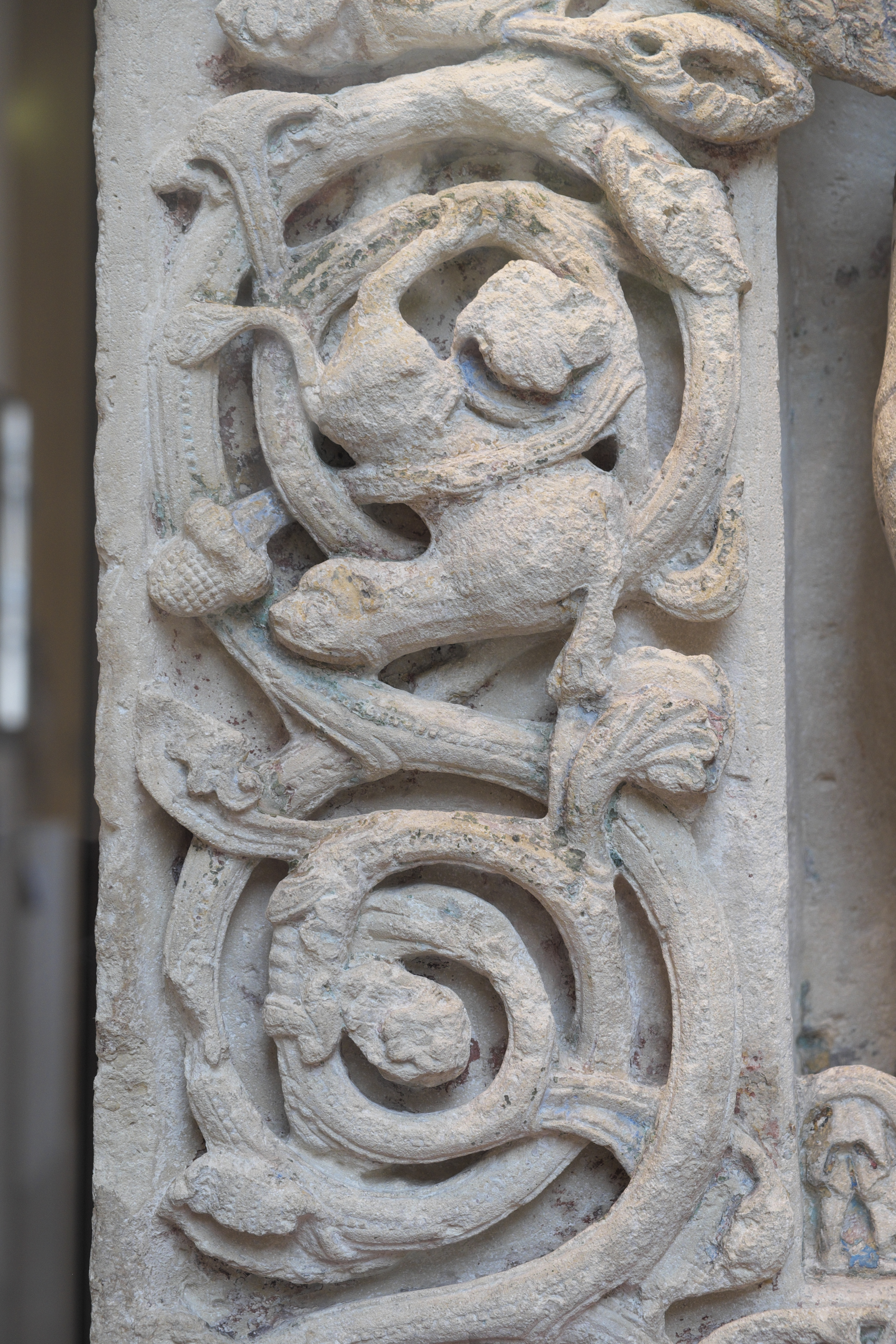